# مارسيل فودور
مارسيل فودور (بالمجرية: Fodor Marcell)‏ (27 أكتوبر 1987 بسيكشفهيرفار في المجر - ) هو لاعب كرة قدم مجري في مركز الدفاع. شارك مع منتخب المجر تحت 19 سنة لكرة القدم ومنتخب المجر تحت 21 سنة لكرة القدم. أما مع النوادي، فقد لعب مع زالايغيرزيغي تورنا إغيليت ونادي أويبست ونادي دبرتسني ونادي ديوسجوري ونادي فيديوتون وFC Ajka ‏ ونادي سيوفوك ‏ وFC Felcsút ‏.

## وصلات خارجية
- مارسيل فودور على موقع اتحاد المجر (الهنغارية)
- مارسيل فودور على موقع قاعدة بيانات كرة القدم.إي يو (الإنجليزية)
- مارسيل فودور على موقع Soccerway.com (الإنجليزية)